# Standardgut
Standardgut (oder französisch numéraire) ist in der Volkswirtschaftslehre ein Gut, dessen Preis auf 1 normiert wird, um die relativen Preise der übrigen Güter in Mengeneinheiten des Standardguts auszudrücken.

## Erläuterung
Ein Gut weist nur dann keine im Produktionsprozess begründeten relativen Preisschwankungen auf, wenn auf allen Fertigungsstufen dasselbe kritische Verhältnis zwischen Arbeit ({\displaystyle W}) und Kapitalgütereinsatz ({\displaystyle KGE}) besteht:
{\displaystyle {\frac {\text{W}}{\text{KGE}}}}.
Hierzu muss ein Standard konstruiert werden, der diese Bedingung erfüllt – das ist das Standardgut. Es weist in Input und Output dieselbe Zusammensetzung auf. Zum Preis dieses Standardgutes lassen sich die Preise aller übrigen Güter derart ins Verhältnis setzen, indem die Mengen dieser Güter auf dem Gütermarkt gegeneinander getauscht werden.
Auch für die Ermittlung des Momentanzinses wird ein Standardgut gewählt, also ein Finanzinstrument, bei welchem der Kurs aller anderen Finanzinstrumente in Relation gemessen wird. Das kann beispielsweise ein Sparbuch mit risikofreiem und stetigem Spareckzins sein.

## Wirtschaftliche Aspekte
Gäbe es kein Geld, müsste von der Vielzahl der Güter ein Standardgut beim Gütertausch nach obigen Kriterien ausgewählt werden, um die Anzahl der Austauschverhältnisse zu begrenzen. Hat beispielsweise ein Warenhaus 70.000 Artikel im Sortiment, so ergäben sich nach der Formel 
{\displaystyle {\frac {\text{n(n-1)}}{\text{2}}}}
insgesamt 2.449.965.000 Austauschverhältnisse. Um diese unüberschaubare Anzahl zu reduzieren, wählt man ein Standardgut, an dem die anderen Artikel ausgerichtet werden, wodurch sich die Austauschverhältnisse auf 69.999 vermindern.
Durch die Normierung mit 1 übernimmt ein Standardgut die Geldfunktion als Recheneinheit. Geld ist als solches auch ein Standardgut, denn es erfüllt als Geldeinheit die Definition.